# Pont-aqueduc de la Jeurre
Le Pont-aqueduc de la Jeurre est un pont-aqueduc, dans le département de l'Essonne en Île-de-France.

## Localisation
Le pont-aqueduc est situé sur les communes de Étréchy (Essonne) et Morigny-Champigny.

## Histoire
Le pont est construit à la fin du XVIIIe siècle, en 1790 précisément.
L'édifice fait l'objet d'une inscription comme monument historique depuis le 20 février 1990.